# Conflicto por la sucesión de Enrique IV de Castilla
Se denomina conflicto por la sucesión de Enrique IV de Castilla a la serie de enfrentamientos armados que tuvieron lugar en Castilla durante la segunda mitad del siglo XV, debido a la ausencia de un heredero claro al reino y a las rivalidades entre diferentes bandos de la nobleza castellana. Tras la muerte del rey Enrique IV el conflicto degeneró en la Guerra de Sucesión Castellana (1475-1479).

## Enfrentamiento entre Enrique IV y Alfonso

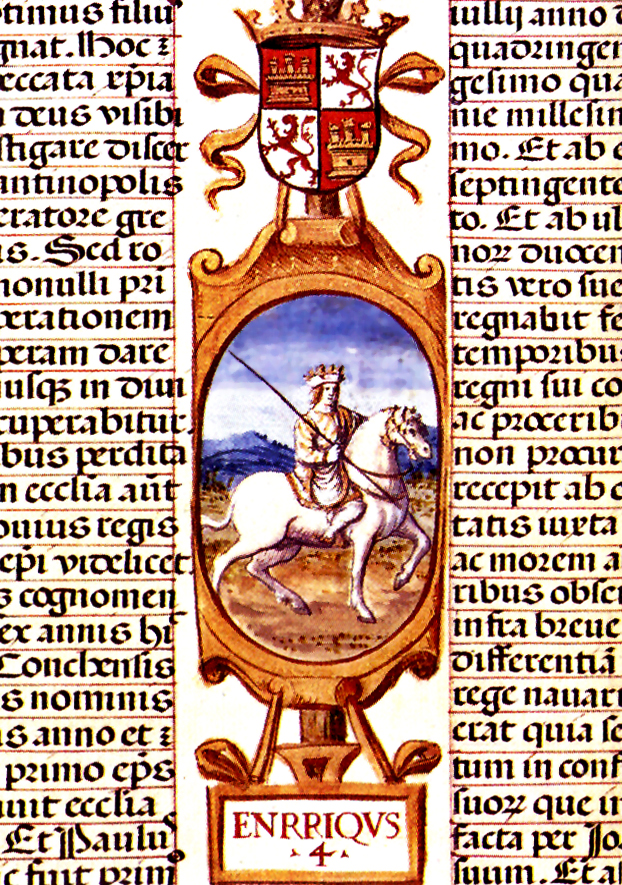
Enrique IV en una obra de 1463.

En 1462 nació Juana, hija de Enrique IV de Castilla y de Juana de Portugal. Inmediatamente fue nombrada heredera al trono, recibiendo el título de Princesa de Asturias.
Sin embargo, en septiembre de 1464 el rey cedió a la presión de una gran parte de la nobleza castellana y nombró Príncipe de Asturias a su medio hermano Alfonso. A pesar de ello, el descontento nobiliario no disminuyó y en junio de 1465 las Cortes se reunieron en Ávila, derrocaron a Enrique y proclamaron rey de Castilla a Alfonso, de solamente 11 años de edad, con el nombre de Alfonso XII. Este episodio fue llamado por sus detractores "la farsa de Ávila", nombre con el que ha pasado a la historia. Al parecer fue en torno a este momento cuando los nobles empezaron a propagar el rumor de que Juana no era hija de Enrique IV sino de su valido Beltrán de la Cueva, de ahí el apodo de Juana "la Beltraneja" con el que se la ha conocido posteriormente.
Estalló entonces la guerra abierta entre los partidarios de Enrique IV y los de Alfonso XII, que instaló su "corte" en Arévalo. En agosto de 1467 se produjo una importante batalla en Olmedo, en la que ninguno de los bandos consiguió imponerse. Incluso hoy día algunos historiadores consideran que Enrique fue derrotado y hecho prisionero mientras que otros afirman que venció pero que por debilidad eligió negociar con los vencidos. 
Alfonso falleció en Cardeñosa (Ávila) el 5 de julio de 1468 por causas desconocidas, lo cual facilitó que Enrique recuperase el poder.

Monedas de vellón de Enrique IV (izquierda) y del pretendiente Alfonso XII (derecha)
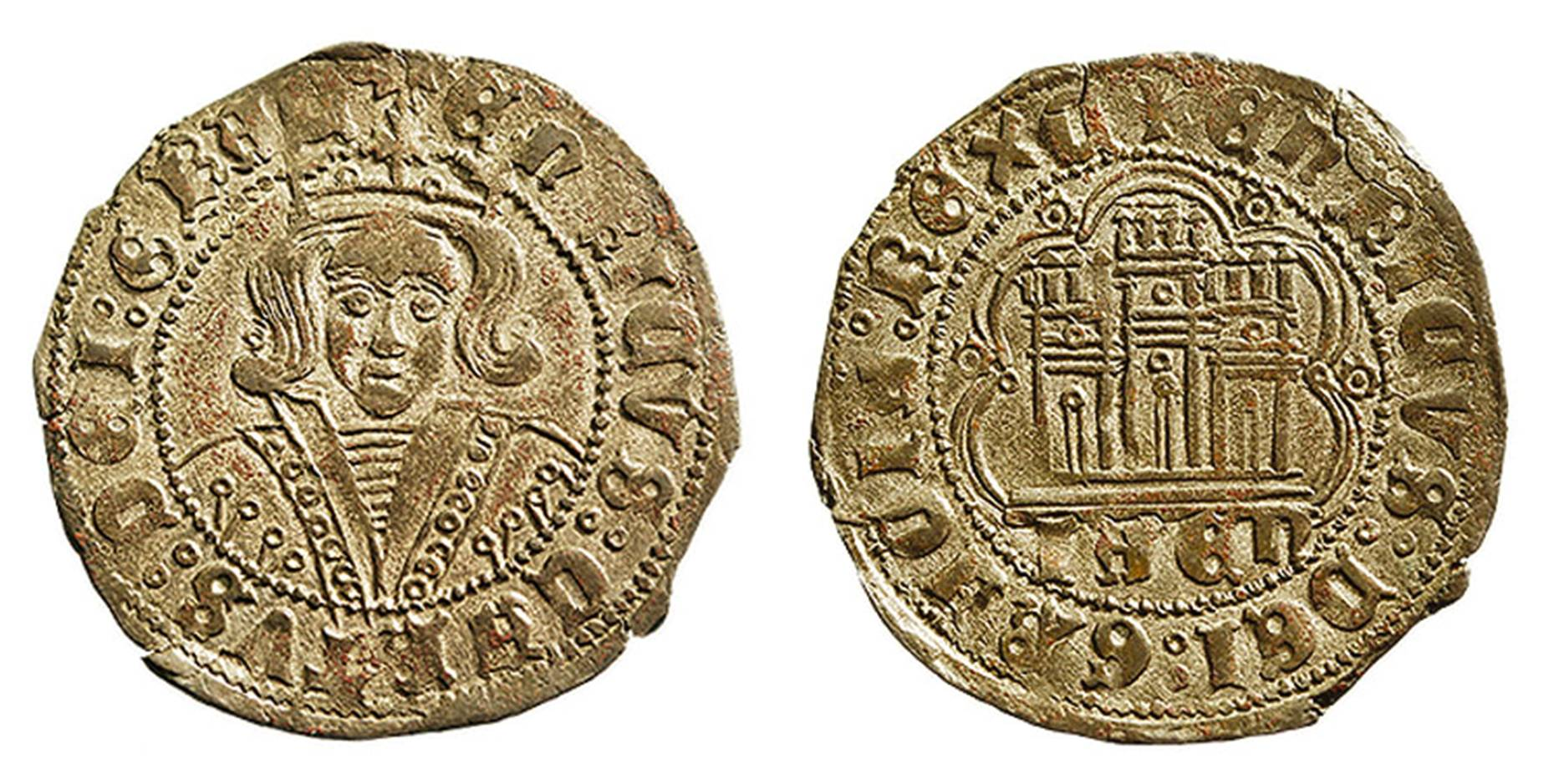
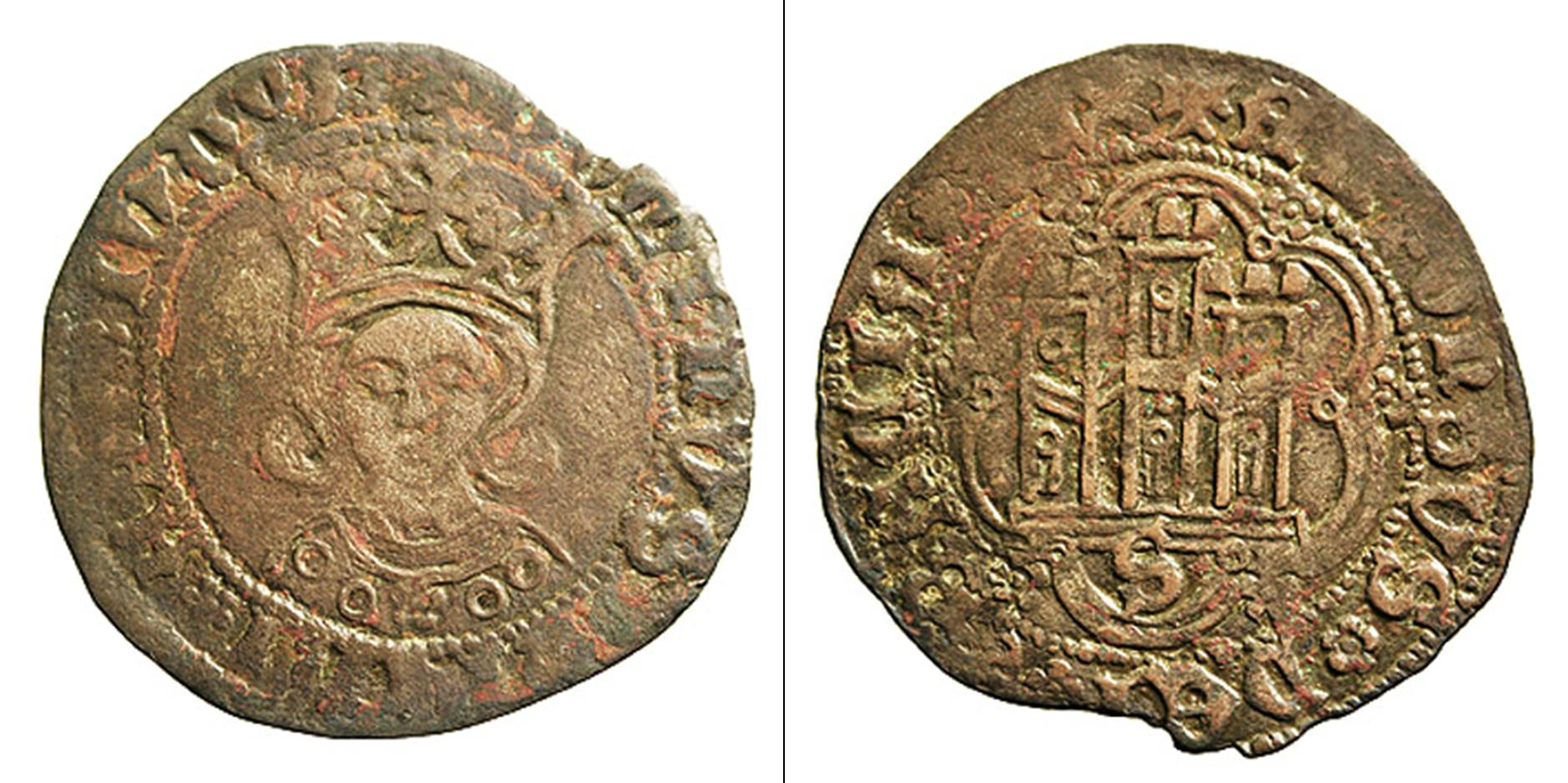

## Enrique IV recupera el poder
Desaparecido Alfonso, el título de Príncipe de Asturias quedó en disputa entre Juana e Isabel, la otra medio hermana de Enrique, a la cual le correspondía si se consideraba ilegítimo el desposo de Juana en 1464. No está clara cuál fue la actitud de Isabel en 1468 y 1469. Según algunos autores,  Isabel se proclamó reina al morir Alfonso pero, falta de apoyos, a principios de 1469 se rindió, dio obediencia a Enrique y fue arrestada en la Venta de los Toros de Guisando.  Según otros, Isabel se proclamó solamente heredera al trono y lo que ocurrió en los Toros de Guisando fue un solemne acto en el cual Enrique IV ordenó a sus seguidores que prestasen obediencia a Isabel como heredera.
Sea como fuere, partir de 1469 Enrique IV quedó como rey indiscutido mientras que Isabel fue puesta bajo la custodia (o la protección, según las teorías) del marqués de Villena en Ocaña, a la espera de ser casada con el rey de Portugal Alfonso V. Juana, por su parte, fue desposada con el duque de Guyena, hermano del rey de Francia y, tras la muerte del duque en 1470, prometida al heredero del trono portugués.

## Formación del bando isabelino

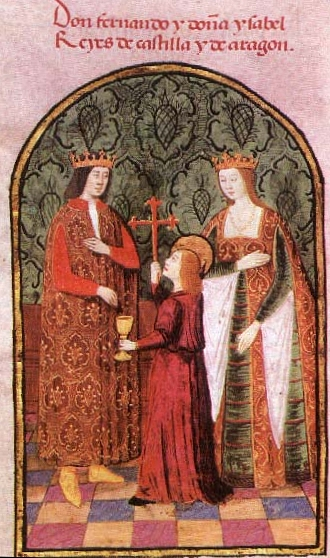
Isabel y Fernando.

Los acontecimientos cambiaron radicalmente de rumbo al fugarse Isabel de Ocaña y casarse en el Palacio de los Vivero de Valladolid el 19 de octubre de 1469 con su primo Fernando, rey de Sicilia y heredero de la Corona de Aragón. Este matrimonio quedó sin embargo sin validez legal a falta de la  dispensa papal requerida por el parentesco existente entre los novios (sus abuelos, Fernando de Antequera y Enrique III, eran hermanos). Enrique IV, contrariado por la maniobra de su medio hermana, la desheredó en octubre de 1470 y volvió a nombrar heredera a su hija Juana, a la que prometió con el francés duque de Guyena. Los partidarios de Isabel respondieron con un duro manifiesto (21 de marzo de 1471), prólogo de una guerra civil que sin embargo no iba a producirse todavía.
En junio de 1472 desembarcó en Valencia el legado papal Rodrigo Borgia con la misión de poner fin a los enfrentamientos internos que afectaban tanto a la Corona de Aragón como a la de Castilla y que así ambos reinos pudiesen participar en la cruzada convocada por el papa Sixto IV contra los musulmanes. En una entrevista secreta con Isabel y Fernando, Rodrigo les ofreció regularizar su matrimonio, obteniendo la bula papal necesaria. Lo que el cardenal obtuvo a cambio es tema de especulación, pero es posible que el título de duque de Gandía otorgado a su hijo Pedro Luis en 1485 por el ya rey Fernando, fuese parte del acuerdo. A continuación, Rodrigo convenció a Enrique IV de que Isabel reconocería los derechos de su hija Juana, por lo que el rey le otorgó recompensas. Antes de retornar triunfalmente a Roma en 1473, Rodrigo logró el título de cardenal para el obispo de Calahorra Pedro González de Mendoza, jefe de la poderosa familia Mendoza, que se pasó así al bando de Isabel. En diciembre de 1473 el rey Enrique recibió a Isabel en Segovia y se reconcilió públicamente con ella y con su marido.
En octubre de 1474 murió Juan Pacheco, marqués de Villena, que encabezaba el grupo de nobles que apoyaba las pretensiones de la princesa Juana.

## Enfrentamiento entre Isabel y Juana de Castilla

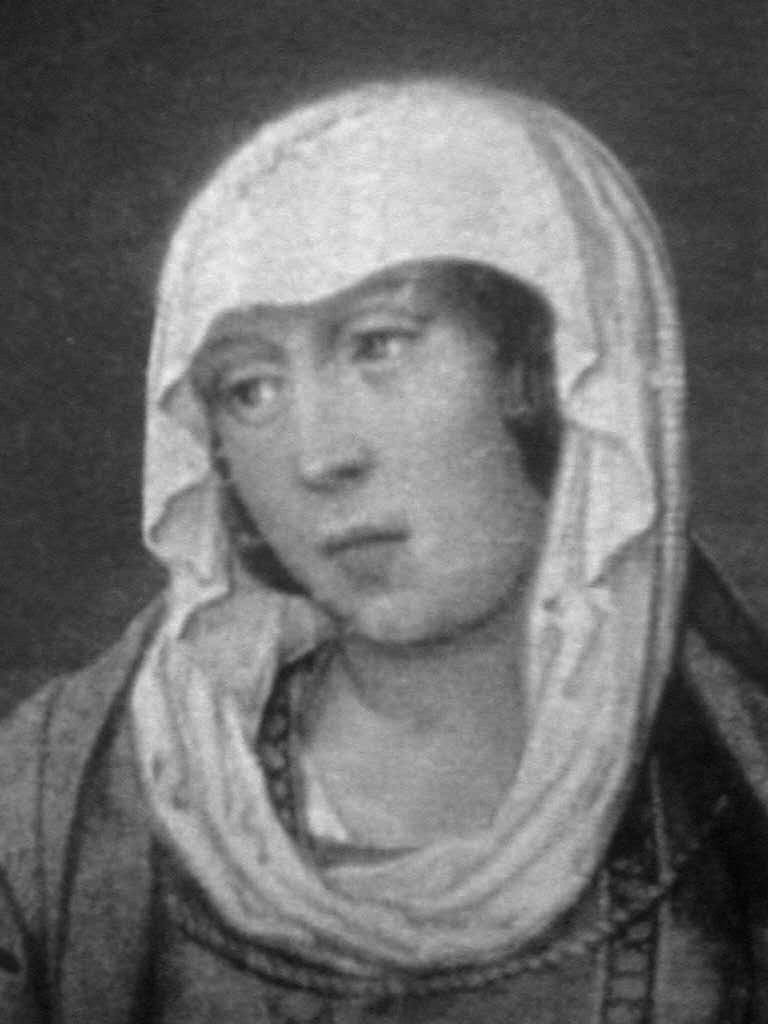
Juana de Castilla.

Dos meses más tarde, el 11 de diciembre de 1474, Enrique IV falleció en Madrid. El testamento del rey desapareció y los partidarios de Isabel sostuvieron que el rey había muerto sin testar. Sin embargo, según Lorenzo Galíndez de Carvajal, un clérigo de Madrid custodió el documento y huyó con él a Portugal. Al final de su vida, la reina Isabel tuvo noticia del paradero del testamento y ordenó que se lo trajeran. Fue encontrado y llevado a la corte pocos días antes del fallecimiento de la reina, en 1504. Siempre según Galíndez de Carvajal, que fue testigo de la muerte de la reina, unos decían que el testamento fue quemado por el rey Fernando mientras que otros sostenían que se lo quedó un miembro del consejo real.
Al día siguiente de la muerte de Enrique, Isabel fue proclamada reina en Segovia por sus partidarios. En la misma ciudad se redactó, el 15 de enero siguiente, un acuerdo (la “concordia de Segovia”) que regulaba cómo Isabel y Fernando se repartirían el ejercicio del poder. Ambos esposos gobernarían conjuntamente y se otorgaban mutuamente plenitud de jurisdicción en los respectivos reinos, ahora en Castilla y en el futuro en la Corona de Aragón, cuyos respectivos súbditos serían tratados en asuntos comerciales como naturales del otro reino. En Castilla, el nombramiento de oficios, la concesión de mercedes, la tenencia de fortalezas y la provisión de beneficios eclesiásticos se harían por voluntad y a nombre exclusivo de la Reina.
Por su parte Juana fue reconocida reina por sus partidarios, en particular por su prometido el rey Alfonso V de Portugal. Ambos entraron en Castilla en mayo de 1475, fueron proclamados reyes en Plasencia y se desposaron.
Esta declaración fue el detonante para que estallase la guerra entre el bando isabelino y el bando juanista. Los enfrentamientos se sucedieron por tierra y por mar hasta 1479, en que se negoció el Tratado de Alcáçovas, que reconoció a Isabel y Fernando en el trono de Castilla y otorgó a Portugal el control de la mayor parte de los territorios del Atlántico que le disputaba Castilla así como una sustanciosa indemnización de guerra.

## Historiografía
El problema sucesorio de Enrique IV es uno de los temás más investigados en la historia política medieval por su complejidad y a pesar de ello hoy día se toma aún como ejemplo de "problema irresoluble".

## La sucesión de Enrique IV en la cultura popular
Novelas:
- Testamentum, por José Guadalajara (2005)[7]

Televisión:
- Serie Isabel